# Sven Pahajoki
Sven Pahajoki (nacido el 16 de julio de 1950) es un freelance y periodista finlandés. 
Pahajoki trabaja en su provincia natal, Laponia, como periodista provincial. Ha escrito obras tales para periódicos y revistas tales como Hymy, Apu y Helsingin Sanomat. en 2004 escribió su primer libro el cual trataba sobre el pueblo francés junto a Dominick Arduin. En 2006 escribió otro libro, titulado Lordi, hirviön tarina. Una parte importante del libro está basada en cotizaciones de autorización, que no se hacen referencia en la lista de fuentes.
Pahajoki ha sido un proveedor de radio y televisión, entre otras cosas como, Kuningaskuluttaja, y las noticias de televisión. También dirigió algunos documentales de televisión y ha trabajado en el área de la televisión.
Entre los años 1997–2008 Pahajoki formó parte de la Alianza de la Izquierda y fue concejal municipal de Rovaniemi. En las elecciones municipales finlandesas de 2008 fue nominado en Rovaniemi para formar partes del Partido Socialdemócrata de Finlandia como candidato, aunque finalmente no llegó a ser elegido.

## Río Muonio
En el otoño de 2010 Pahajoki remitió un comunicado de prensa donde el río Muonio contiene salmo salar y gracias a él obtuvo 39,3 libras el 14 de agosto de 2010. Sin embargo se emitieron denuncias a los medios de comunicación junto a dos imágenes de la pesca del salmón. Junto al presidente de la Sociedad Cultural Jatunin Tarhan, Pahajoki convenció a mucha gente de que fue testigo de que los peces se pesaron. La asociación, informó a Facebook, de que el peso declarado fue dado por la única persona que había fallecido.

## Obras
- Escrito en Jatunin tarha. Itse asiassa. Rovaniemi. 1998. ISBN 951-98125-0-4.
- Escrito en Revontuli. Leo Lastumäki. Tarinoita elämän varrelta. Tampere. 2002. ISBN 952-5170-29-2.
- Escrito en Revontuli. Dominick Arduin. Seikkailijan salaisuus. Tampere. 2004. ISBN 952-5170-40-3.
- Escrito en Revontuli. Lordi – Hirviön tarina. Tampere. 2006. ISBN 952-5170-62-4.
- Escrito en Revontuli. Joulupukin salaisuus. Tampere. 2007. ISBN 978-952-5170-75-7.
- Escrito en Revontuli. Joulupukki ihmeiden saarella. Tampere. 2008. ISBN 978-952-5170-90-0.